# Lakhuji Jadhav
Lakhuji Jadhav era un prominente y gran personaje de Sindkhed Raja en el actual distrito Buldhana del estado de Maharashtra durante el siglo XVI. Él era Jahigirdar en la corte de los Sultanes Nizam Shahi de Daulatabad en la actualidad Maharashtra.
Su hija era Jijabai, la madre de Shivaji, fundador del Imperio Maratha. Nació el 12 de enero de 1598 y se casó a una edad temprana con Shahaji, un noble comandante militar bajo los sultanes de Adil Shahi de Bijapur en la actual Karnataka.
Shivaji Raje Bhosale, fundador del Imperio Maratha fue su nieto y sexto hijo de su hija Jijabai y su esposo Shahaji.